# شارلوت، شاهدخت ولز (زاده ۲۰۱۵)
شاهدخت شارلوت ولز ((به انگلیسی: Princess Charlotte of 
Wales)؛ شارلوت الیزابت دایانا (به انگلیسی: Charlotte Elizabeth Diana)؛ زادهٔ ۲ مه ۲۰۱۵) دومین فرزند ویلیام، شاهزاده ولز و کاترین، شاهدخت ولز است.

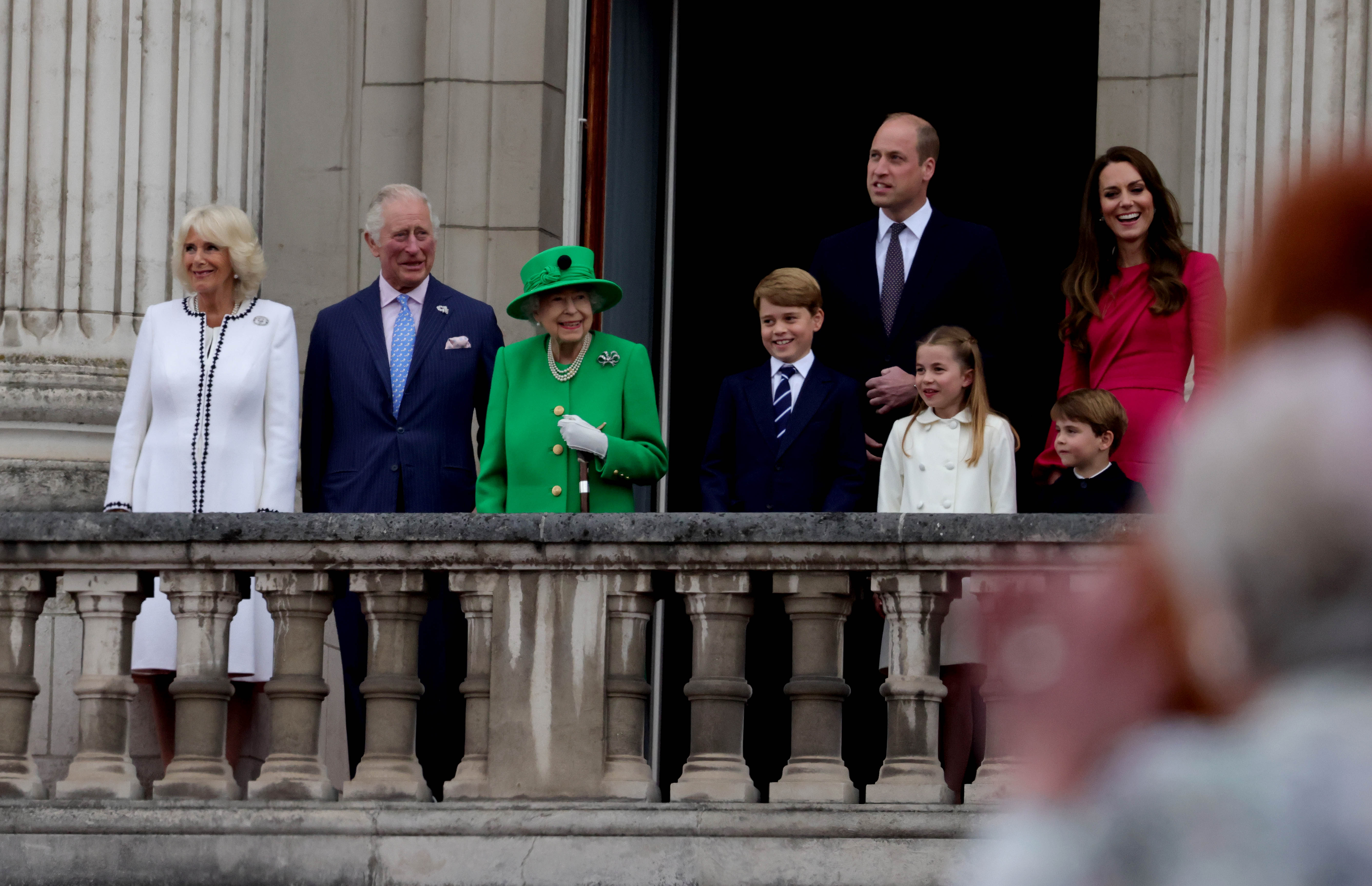

در سپتامبر ۲۰۱۴ اعلام شد که شاهزاده ویلیام و کاترین میدلتون در انتظار تولد دومین فرزندشان هستند. این دختر دومین نوهٔ چارلز سوم، و دایانا، شاهدخت ولز، و پنجمین نتیجهٔ الیزابت دوم و شاهزاده فیلیپ، دوک ادینبرا است. وی در لیست سلطنت بریتانیا، پس از پدرش شاهزاده ویلیام و برادر بزرگترش، شاهزاده جرج ولز، نفر سوم است. شارلوت نیز مانند برادرش شاهزاده جرج، با عنوان والاحضرت شاهدخت شارلوت ولز، شناخته می‌شود.